# Herdenhund
Ein Herdenhund, auch Herdengebrauchshund, ist ein Haushund, der als Gebrauchshund zur Arbeit an Herden verwendet wird. Seine Aufgaben sind der Schutz der Herde vor Feinden, das Zusammenhalten der Herde sowohl auf der Weide als auch beim Treiben und der Schutz von an die Weideplätze angrenzenden Feldern vor den Tieren der Herde. Aus diesen Aufgaben leiten sich jeweils spezialisierte Herdenhunde ab: Herdenschutzhunde, Treibhunde und Hütehunde. Als Helfer des Hirten wird der Herdenhund als Hirtenhund bezeichnet, häufiger wird Hirtenhund synonym zum Herdenschutzhund verwendet.
Im FCI-Reglement bezieht sich der Begriff insbesondere auf Hunde, die an internationalen Veranstaltungen der FCI für Herdengebrauchshunde teilnehmen. Sie können nach dem FCI-Reglement für das CACITR an internationalen Prüfungen für Herdenhunde das Certificat d'Aptitude au Championnat International de Troupeau (CACITR, Anwartschaft auf den Titel „FCI-Internationaler Herdenchampion“) erhalten.